# Filosofia ambiental
A Filosofia ambiental é uma denominação genérica de um campo da filosofia que estuda os problemas implicados na relação entre seres humanos e não-humanos, com a natureza, ou a natureza mais que humana; que surge contemporaneamente a partir do reconhecimento da crise ecológica. O local mais produtivo desse campo filosófico denominado ambiental tem sido os países anglófonos, especialmente os Estados Unidos, principalmente a partir da filosofia analítica, mas também com abordagens continentais. No entanto, é possível afirmar que uma filosofia ambiental se desenvolveu independentemente em pelo menos três contextos filosóficos - na filosofia anglófona, na filosofia francesa ou francófona, e em menor grau na filosofia alemã. A filosofia ambiental foi inicialmente usada com sinônimo de ética ambiental, e foi identificada frequentemente com a ecologia profunda -  entretanto, a filosofia ambiental ultrapassa o escopo da ética, tratando de problemas ontológicos, políticos, epistemológicos e culturais; como também possue outras correntes anteriores e posteriores à denominada ecologia profunda. Muitos filósofos nesse campo se dedicam à discussões em torno de dualismos conceituais - antropocentrismo - biocentrismo; valores instrumentais - valores intrínsecos; individualismo - holismo; e, além disso, problematizações sobre o extensionismo moral, diagnósticos das raízes da crise ecológica do presente, entre outros. A filosofia ambiental surge do esforço de avaliação crítica das ideias e práticas do movimento ambientalista das décadas de 1960 e 70.
Filosofia ambiental permanece um termo genérico e ambíguo, possuindo definições e genealogias heterogéneas, principalmente fora do contexto acadêmico anglófono. Esse termo é sucessivamente associado e distinguido de outras tendências político-filosóficas, como a ecologia política, ecologia social ou mesmo com uma filosofia da ecologia de outra matriz. A França, por exemplo, "(...) tem sido a sementeira de teorias verdes que, em graus variados, se esquivam das categorias do pensamento ambiental anglófono".

## História
Discussões e problematizações que provocam a consideração de temas ambientais podem ser encontrados ao longo da história da filosofia. O pensamento de Martin Heidegger, por exemplo, pode ser caracterizado como contendo temas protoambientalistas. Entretanto, por anteceder os eventos da década de 1960, que irão demarcar e fundamentar esse campo de problemas ambientais, esses temas "(...) permanecem sempre mais discretos, exigindo o trabalho de interpretes para trazê-los para o front". Ainda assim, muitos filósofos anglófonos se destacam pela mediação de autores europeus canónicos com o campo de problemáticas ambientais - o notório pensador Michael Zimmerman foi um dos primeiros proponentes de Heidegger na filosofia ambiental, ainda que tenha mais tarde recuado de sua defesa, em grande parte devido ao crescente reconhecimento das implicações entre o pensamento do filósofo alemão e seu envolvimento no Nazismo. Existem, porém, outros exemplos de releituras da tradição filosófica, como Henri Bergson e demais vitalistas, os pensadores iniciais vinculados à Escola de Frankfurt (Horkheimer, Adorno, Marcuse), entre outros. A filosofia ambiental transcende a forma, portanto, das considerações sobre a natureza da tradição filosófica precedente.
Uma possível origem para a filosofia ambiental é a publicação de Lynn White, Jr., The Historical Roots of our Ecological Crisis (As Raízes Históricas da nossa Crise Ecológica), de Março de 1967, onde se verifica uma pioneira vinculação de ideias filosóficas e religiosas à situação ambiental contemporânea. O tratamento do ambiente na história e filosofia na obra de John Passmore, Man's Responsibility for Nature (A Responsabilidade do Homem com a Natureza), de 1974, e apontado como pioneiro por sua abrangência e pela autoria de um filósofo já estabelecido no contexto anglófono. Nela, Passmore se dedica à defender uma abordagem à problemática ambiental que tenha origem no que ele reivindica como a tradição judaico-cristã do ocidente. Em contraste com o diagnóstico de Lynn, de que a ideia de dominação da natureza pelo homem tem sido persistente no ocidente, Passmore considera a doutrina do patrimônio (doctrine of stewardship), enquanto uma saída culturalmente fundada ao impasse ambiental. Ao longo de sua análise, ele critica a 'nova' e 'não-ocidental' ética ambiental. Muitos trabalhos do gênero seguiram e se engajaram com as análises e críticas desses autores.
A crítica de Rachel Carson à Revolução Verde em seu livro Silent Spring (1962), é frequentemente creditada como iniciadora do movimento ambientalista contemporâneo, ao menos no contexto anglófono, dado o respaldo científico que dá à críticas anteriores da industrialização e da intervenção técnica, como também por seu sucesso editorial e apelo narrativo. Entretanto, outras publicações que anteriores fizeram denúncias parecidas do crescimento populacional, aumento do consumo, uso de fertilizantes artificiais na agricultura e do uso de pesticídas como o DDT. Murray Bookchin já publicava no mesmo ano, sob o pseudônimo de Lewis Herber, seu livro Our Sintetic Environment (Nosso Ambiente Sintético). Para Janet Biehl, o livro de Bookchin havia trabalhado os mesmos problemas ao mesmo tempo que debatia sobre suas raízes políticas e econômicas, indo além de Carson, ainda assim, o livro foi eclipsado pelo best seller. Publicações posteriores, alguns de tom sensacionalista, serviram para chamar a atenção ao problema ambiental emergente. O tom neo-malthusiano de algumas teses da época tornou-se também foco de debate. A escalada do discurso ambiental, transformado  por diversas reelaborações intelectuais e políticas, formou o contexto de surgimento de uma recepção propriamente filosófica das ideias ambientais.
Logo no início da década de 1970 ocorreu uma proliferação do interesse acadêmico-filosófico sobre a problemática ambiental corrente, com cursos, conferências, livros e artigos voltados ao tema, principalmente no mundo anglófono. Em 1973 foram publicados três artigos considerados seminais para a filosofia ambiental - Peter Singer publica Libertação animal; Arne Naess publica O raso e o profundo – um sumário sobre o movimento ecológico de longo alcance; e Richard Sylvan oferece uma conferência em um congresso de filosofia em Varna, Bulgária, animada pela questão “há a necessidade de uma nova ética, a ética ambiental?”. Todos interessados em tematizar o antropocentrismo e a questão do valor moral dos seres não-humanos. Essas publicações vão dar origem à tendências distintas da filosofia ambiental - a libertação animal e a ecologia profunda. Em 1974, Françoise d’Eaubonne cria o termo feminismo ecológico, para enfatizar o papel das mulheres e do patriarcado na crise ecológica, dando origem ao ecofeminismo.

## Correntes de pensamento

### Ecologia social

#### Visão geral
A teoria de Bookchin apresenta uma filosofia utópica da evolução humana que combina a natureza da biologia e da sociedade em uma terceira "natureza pensante" para além da bioquímica e da fisiologia, que ele diz ser de natureza mais completa, consciente, ética e racional. A humanidade, de acordo com essa linha de pensamento, é o mais recente desenvolvimento da longa história do desenvolvimento orgânico na Terra. A ecologia social de Bookchin propõe princípios éticos para substituir a propensão da sociedade à hierarquia (do homem sobre mulher, dos mais velhos sobre os mais jovens, do branco sobre negro, do rico sobre pobre) e à dominação pela democracia e liberdade. O filósofo anarquista escreveu sobre os efeitos da urbanização na vida humana no início da década de 1960 durante sua participação nas mobilizações pelos direitos civis nos Estados Unidos e movimentos sociais relacionadas.
Bookchin então começou a buscar a conexão entre questões ecológicas e sociais, culminando com seu livro mais conhecido, The Ecology of Freedom, que havia desenvolvido ao longo de uma década. Seu argumento, de que a dominação humana e a destruição da natureza decorrem da dominação social entre humanos foi uma posição inovadora no crescente campo da ecologia. A vida desenvolve-se a partir da auto-organização e cooperação evolutiva (simbiose). Bookchin escreve sobre sociedades pré-alfabetizadas organizadas em torno de necessidades mútuas, mas acabadas por instituições de hierarquia e dominação, como cidades-estados e economias capitalistas, que ele atribui exclusivamente às sociedades humanas e não às comunidades de animais. Ele propõe que a confederação entre comunidades de seres humanos atravesse a democracia e não a lógica administrativa.
O trabalho de Bookchin, começando com escritos anarquistas sobre o assunto na década de 1960, evoluiu continuamente. No final da década de 1990, ele integrou cada vez mais o princípio do comunalismo, com aspirações mais inclinadas à democracia municipal institucionalizada, o que o distanciava de uma certa evolução do anarquismo. Inspirado pelo anarquismo (principalmente por Kropotkine) e pelo comunismo (pelos escritos de Marx e Engels). A ecologia social busca evitar as armadilhas de uma ecologia neomalthusiana que apaga as relações sociais e as substitui por "forças naturais", como também de uma ecologia tecnocrática que considera que devemos confiar na tecnologia e dar mais poder aos estados. Segundo Bookchin, essas duas correntes despolitizam a ecologia e mitologizam o passado ou o futuro.
Assim, a ecologia social é articulada através de alguns princípios-chave:
- A interdependência e o princípio da unidade na diversidade. A ecologia social busca se opor à padronização de seres e pensamentos e quer promover a contribuição da diversidade, da união orgânica de diferentes partes da sociedade. As diferenças devem ser promovidas, trazendo uma diversidade de talentos, pontos de vista e estilos, permitindo evoluir a sociedade e, ao mesmo tempo, torná-la mais estável.
- A descentralização. Uma sociedade de ecologia social assumiria a forma de uma confederação de municípios descentralizados ligados entre si por laços comerciais e sociais. As fontes de energia renovável dispersas alimentariam essas comunidades em escala humana e forneceriam cada uma de acordo com suas necessidades.

- A democracia direta. Estruturada em torno do princípio de uma forma de comunalismo chamada municipalismo libertário, a ecologia social advoga o desenvolvimento de assembleias municipais, uma versão modernizada do tipo desenvolvido pelos atenienses na Antiguidade ou implementado durante a Comuna de Paris no século XVIII, para a tomada de decisão política. As decisões relativas à vida da comunidade (cidade) são discutidas e votadas por maioria nessas assembleias. Da mesma forma, no nível superior, representantes com mandatos imperativos e, portanto, revogáveis, são designados para representar seu município em assembleias regionais, nacionais etc. É um sistema horizontal, uma democracia popular não hierárquica, cujas decisões vão de baixo para cima e são tomadas de forma transparente face a face.

- Uma renovação da cidadania. Na base do sistema de ecologia social estão o cidadão e a comunidade. Cada pessoa deve reaprender a participar das escolhas relacionadas à vida local e, para fazer isso, deve reaprender a decidir em comum. O cidadão deve se responsabilizar novamente e conhecer o mínimo que lhe permita participar ativamente da administração da sociedade, em particular o que tem repercussão direta em sua vida e na de outras pessoas.

- Uma tecnologia libertadora. A ecologia social não se opõe às tecnologias modernas, mas é a favor de desenvolvê-las para colocá-las a serviço dos seres humanos. A ciência deve recuperar seu significado moral e se desenvolver para os humanos, não para escravizá-lo. Máquinas e ferramentas modernas devem se tornar multifuncionais, duráveis, ecológicas e fáceis de usar e manter. Ao se tornar um mestre da técnica que faz uso, o cidadão poderá se libertar do trabalho árduo e se concentrar no aspecto criativo e positivo das tarefas.
- Uma visão social do trabalho. O desenvolvimento de máquinas tem, na ecologia social, o objetivo de libertar os seres humanos de grande parte do trabalho manual (trabalho em fábrica) que pode ser feito pelas máquinas, a fim de deixá-los com o trabalho criativo e reduzir o tempo de trabalho. O tempo economizado poderia permitir que o ser humano participasse da vida política de sua comunidade e desfrutasse mais da vida social. Assim, o modelo é articulado em tempos parciais diversificados, combinando o máximo de trabalho possível dentro e fora, intelectual e concreto, etc. As hierarquias no trabalho serão substituídas por supervisores cujo único objetivo é fornecer uma visão global sobre o trabalho de uma empresa.

- O naturalismo dialético. Essa é uma filosofia dialética desenvolvida para servir como base ética para uma sociedade baseada nos princípios da ecologia social. Para combater a devastação das representações binárias ocidentais, essa filosofia é baseada no pensamento "desenvolvimentista" para entender a complexidade dos seres vivos. Assim, o naturalismo dialético nos convida a não estudar as espécies, isolando-as umas das outras, o que é "um reflexo do viés empreendedor de nossa cultura", mas a pensar em suas interrelações. Seu princípio é que "o que deveria ser" deve servir de base ética para "o que é", com o objetivo de acompanhar a liberdade nos germes da natureza.

### Ecologia profunda
A ecologia profunda denomina uma corrente do ambientalismo e da filosofia ambiental elaborada inicialmente pelo filósofo norueguês Arne Næss, que cunhou o termo em 1972. A ecologia profunda é caracterizada pela oposição ao antropocentrismo e à denominada ecologia rasa, e se dedica mais à elaboração ontológicas e epistemológicas que pretendem transcender a atual centralidade dos valores humanos na atitude para com a natureza. Os adeptos dessa linha argumentam que a filosofia ambiental deve reconhecer os valores objetivamente inerentes da natureza de forma independente das necessidades, desejos e anseios humanas. A ecologia profunda foi popularizada tanto pela ação de ativistas ambientais inspirados por essa filosofia, quanto de intelectuais que estabeleceram associações com diversas outras áreas dentro da filosofia e fora. Dado essas proliferação, torna-se difícil perceber o que é comum às diversas manifestações da ecologia profunda, tanto dentro das elaborações intelectuais quanto na relação entre esta e as práticas ativistas inspiradas.

#### Princípios
O princípio central da ecologia profunda é a crença de que o ambiente como um todo deve ser respeitado e considerado como tendo certos direitos legais inalienáveis de viver e florescer, independentemente de seus benefícios instrumentais utilitários para o uso humano. A ecologia profunda é frequentemente enquadrada em termos da ideia de uma sociabilidade muito mais ampla; reconhece diversas comunidades de vida na Terra que são compostas não apenas por fatores bióticos, mas também, quando aplicável, por relações éticas, ou seja, pela valorização de outros seres como mais do que apenas recursos. Ela se descreve como "profundo" porque se considera mais profundo a realidade atual da relação da humanidade com o mundo natural, chegando a conclusões filosoficamente mais profundas do que a visão predominante da ecologia como um ramo da biologia.

### Ecofeminismo
Ecofeminismo descreve movimentos e filosofias que ligam o feminismo com a ecologia que começaram a se difundir a partir dos anos 1970. O ecofeminismo propõe um diálogo crítico ao modelo capitalista de desenvolvimento econômico e a busca por alternativas ao extrativismo, contrapondo a ação desvalorizadora que o patriarcado impõe sobre o meio ambiente e as mulheres, ao mesmo tempo em que critica o paradigma do progresso presente no socialismo real e as dicotomias internas dos partidos comunistas. O termo é acreditado ter sido inventado pela escritora francesa Françoise d'Eaubonne em seu livro Le feminisme ou la Mort (1974).

### Libertação animal
A libertação animal é um movimento global com basicamente quatro componentes: debate filosófico, desenvolvimento legal, intervenção educativa e ação direta. O movimento busca o fim da rígida distinção moral e legal entre seres humanos e não-humanos, o fim da condição de animais como propriedade, e o fim de seu uso na experimentação, na alimentação e na indústria de entretenimento, dentre outras atividades.